# Jobfamilie
Jobfamilien sind Stellencluster, die nach dem Prinzip der Ähnlichkeit gebildet werden und personalwirtschaftliche Prozesse unterstützen können, beispielsweise (strategische) Personalplanung oder Personalmarketing. Sie sind insofern kein eigenständiges personalwirtschaftliches Konzept, sondern ein Organisationsmittel, das vergleichbar mit anderen Clustern im Unternehmen ist, beispielsweise Warengruppen im Einkauf oder Teilefamilien in der Produktion.

## Anwendungsbereiche
Jobfamilien können das Personalmanagement in Unternehmen sowohl bei nach innen als auch nach außen gerichteten Aufgaben unterstützen.
- Nach außen: Personalbeschaffungsprozesse, wie Personalrekrutierung und -marketing
- Nach innen: Personalplanungsprozesse, wie strategische Personalplanung, Qualifizierungsplanung, Personalentwicklungsplanung, Karriere- oder Laufbahnplanung, Kompetenzmanagement[2]

## Bildung von Jobfamilien
Jobfamilien fassen Jobs, d. h. Stellen mit gleichen oder sehr ähnlichen Anforderungsprofilen zusammen, zum Beispiel: Konstrukteure, Außendienstmitarbeiter, Einkäufer oder Arbeitsplaner. Grundlage sind Anforderungsprofile, die personenunabhängig die fachlichen und überfachlichen Anforderungen der Stellen beschreiben. Dafür können beispielsweise Stellenbeschreibungen, Funktionendiagramme oder Qualifikationsmatrizen verwendet werden.